# Džemal Natelašvili
Džemal Natelašvili úředním jménem Otar Natelašvili (* 25. května 1944 Dušeti) je bývalý sovětský zápasník–sambista, judista gruzínské národnosti.

## Sportovní kariéra
Pracoval jako instruktor úpolových (bojových) sportů v armádním vrcholovém sportovním centru v Tbilisi. Soutěžil v šedesátých letech v zápasu sambo a v novém olympijském sportu v judu, na které se zaměřil koncem šedesátých let. V sovětské judistické reprezentaci startoval v lehké váze do 70 kg. Sportovní kariéru ukončil v roce 1972 potom co neuspěl v sovětské nominaci na olympijské hry v Mnichově. Věnoval se trenérské práci. Mezi jeho nejznámější svěřence patřil Šota Chabareli.